# Vila Militar de Copacabana
Vila Militar Copacabana - VMC - Exército - Army är ett historiskt samhälle i Brasilien.   Det ligger i kommunen Rio de Janeiro och delstaten Rio de Janeiro, i den sydöstra delen av landet, 900 km sydost om huvudstaden Brasília. Vila Militar Copacabana - VMC - Exército - Army ligger 46 meter över havet och antalet invånare är 500.
Terrängen runt Vila Militar Copacabana - VMC - Exército - Army är kuperad västerut, men åt nordost är den platt. Havet är nära Vila Militar Copacabana - VMC - Exército - Army åt sydost.Trakten är tätbefolkad. Närmaste större samhälle är Rio de Janeiro, 7,2 km norr om Vila Militar Copacabana - VMC - Exército - Army. 